# Polyrhaphis paraensis
Polyrhaphis paraensis là một loài bọ cánh cứng trong họ Cerambycidae.